# Dangerfield (serie televisiva)
Dangerfield è una serie televisiva drammatica britannica, trasmessa per la prima volta sulla BBC One, creata da Don Shaw.

## Trama
Alla scoperta della vita personale del chirurgo della polizia, il dottor Paul Dangerfield, un padre di famiglia vedovo che si trasferisce da Londra a Warwickshire dopo che sua moglie viene uccisa in un incidente d'auto.

## Episodi
| Stagione         | Episodi | Prima TV originale | Prima TV italiana |
| ---------------- | ------- | ------------------ | ----------------- |
| Prima stagione   | 6       | 1995               | inedita           |
| Seconda stagione | 12      | 1995               | inedita           |
| Terza stagione   | 10      | 1996               | inedita           |
| Quarta stagione  | 10      | 1997               | inedita           |
| Quinta stagione  | 12      | 1998               | inedita           |
| Sesta stagione   | 12      | 1999               | inedita           |